# Melly Oitzl
Melly S. Oitzl (fulde navn: Maria Silvana Oitzl, født i 1955 i Lind/Arnoldstein) er en østrigsk neurobiolog. Hun er en professor i medicinsk farmakologi ved Universiteit Leiden og professor i kognitiv neurobiologi ved Universiteit van Amsterdam. Oitzl er primært interesseret i samspillet mellem stress , kognition og emotion. Hun dimitterede i 1989 magna cum laude ved Heinrich-Heine-Universität Düsseldorf i Düsseldorf. Oitzl er medlem af bestyrelsen af "Natur og Life" af den nederlandske organisation for videnskabelig forskning (NWO, Nederlandse Organisatie voor Wetenschappelijk Onderzoek). Hun var et bestyrelsesmedlem og kasserer i European Brain and Behaviour Society. Ifølge til Web of Science, Oitzl har over 130 artikler publiceret i peer-reviewed videnskabelige tidsskrifter, som i alt mere end 5000 gange citerede, med en h-index på 33.